# 黃卓漢
黃卓漢（1920年1月25日—2004年10月8日），電影工作者、製片家，生於廣東潮州，職業生涯期間在香港和台灣兩地發展電影事業，發掘香港演員羅蘭和林翠，將武俠片類型引進台灣。第30屆金馬獎終身成就獎得主。

## 生平
黃卓漢1920年生於廣東潮州，畢業於廣東國民大學法律系，其後任教於越南華僑中學。中國抗日戰爭爆發後到廣西任圖書雜誌委員會委員，之後轉到重慶任國防部總政治部中校秘書，戰爭勝利後到南京《益世報》擔任副總編輯兼採訪主任。
1949年，黃卓漢到香港創立報館失敗，轉而擔任戲院經歷，次年發掘粵語片導演秦劍，並拍攝《慈母淚》等12部粵語片，同時兼任中華戲院經歷。1952年成立自由影業公司，發行首部影片《名女人別傳》，主演李湄。其後拍攝秦劍作品《女兒心》，捧紅主角林翠。1957年拍攝電影《龍女》，為香港第一部35毫米膠片彩色電影。之後回到台灣拍攝《甘蔗姑娘》，在當地也是首部35毫米膠片彩色電影，然而該片投資過大，最終導致自由影業虧損倒閉。之後回到香港成立嶺光製片公司，繼續拍攝粵語片，期間於六十年代發掘當時仍是學生的盧燕英，即後來的演員羅蘭。後來將事業重點轉回台灣，成立第一影業機構，自編自導電影《大瘋俠》，在台灣引領武俠片類型風潮。後來因應影片發行需要，購買台北國都戲院、華聲戲院建立院線，又將市場擴展到海外，在美國和加拿大建立華聲院線，專門放映國語片。同時一邊源源不斷購買影片，一邊支持獨立電影拍攝，維持各地院線的運轉。1981年在台灣成立漢華影業社，經營西洋片發行業務。
1993年，黃卓漢獲第30屆金馬獎終身成就獎。2004年10月8日，在香港因病去世，享年85歲。

## 作品

### 導演
- 1958年：《俏冤家》
- 1958年：《小野貓》
- 1958年：《海王子》
- 1962年：《離鄉情淚》
- 1965年：《女間諜第一號》
- 1965年：《巫山夢斷相思淚》
- 1966年：《深閨夢裡人》
- 1967年：《謎一樣的愛情》
- 1968年：《狂俠》
- 1968年：《大瘋俠》
- 1969年：《十三妹》
- 1970年：《攝魂鏡》

### 編劇
- 1958年：《海王子》
- 1962年：《離鄉情淚》
- 1965年：《巫山夢斷相思淚》
- 1965年：《女間諜第一號》
- 1967年：《謎一樣的愛情》

### 監製
- 1953年：《名女人別傳》
- 1954年：《女兒心》
- 1957年：《龍女》
- 1958年：《甘蔗姑娘》
- 1959年：《何處是兒家》（迷途的羔羊）
- 1960年：《十大姐》
- 1960年：《三女性》
- 1961年：《女人的秘密》
- 1963年：《一屍五命案》
- 1965年：《女賊金蝴蝶》
- 1967年：《工廠三小姐》
- 1967年：《謎一樣的愛情》
- 1968年：《狂俠》
- 1969年：《十三妹》
- 1970年：《像霧又像花》
- 1972年：《秋瑾》
- 1973年：《英雄本色》
- 1973年：《虎拳》
- 1974年：《古鏡幽魂》
- 1975年：《一簾幽夢》
- 1975年：《水雲》
- 1976年：《中原鏢局》
- 1976年：《獨臂拳王大破血滴子》
- 1976年：《虎鶴雙形》
- 1979年：《山中傳奇》
- 1980年：《搏紮》
- 1980年：《風流人物》
- 1981年：《瘋狂大發財》
- 1981年：《皇帝與太監》
- 1982年：《大情聖》
- 1982年：《冷血紅番》
- 1983年：《少林廿四騮馬》
- 1983年：《待罪的女孩》
- 1984年：《飛象過河》
- 1990年：《嫁到宮裏的男人》

### 製片
- 1968年：《大瘋俠》
- 1968年：《狂俠》
- 1969年：《女飛俠》
- 1970年：《盲女決鬥鬼見愁》
- 1970年：《歌王歌后》
- 1985年：《今夜微雨》

### 出品
- 1980年：《真假大亨》
- 1980年：《天才蠢才》
- 1980年：《套房出租》
- 1981年：《媽媽十一歲》
- 1981年：《清洪幫》
- 1981年：《傻兵立大功》
- 1981年：《大小姐與流浪漢》
- 1981年：《上海灘老大》
- 1981年：《阿燦有難》
- 1981年：《珍的故事》
- 1981年：《邪魔》
- 1981年：《大賭場》
- 1981年：《教兄》
- 1981年：《雞蛋石頭碰》
- 1982年：《酒色財氣》
- 1984年：《金大班的最後一夜》
- 1984年：《上海灘十三太保》
- 1985年：《大情人與小跟班》
- 1985年：《野牛鬥金牛》
- 1986年：《國父傳》
- 1994年：《紅玫瑰白玫瑰》

## 延伸閱讀
- 黃卓漢. . 萬象圖書股份有限公司. 1994. ISBN 978-9-5766-9575-9.

## 外部鏈接
- 黃卓漢在開眼電影網的頁面（繁體中文）
- 黃卓漢在豆瓣上的资料（简体中文）